# (13644) Lynnanderson
(13644) Lynnanderson ist ein im äußeren Hauptgürtel gelegener Asteroid, der am 17. April 1996 von dem belgischen Astronomen Eric Walter Elst am La-Silla-Observatorium der Europäischen Südsternwarte in Chile (IAU-Code 809) entdeckt wurde. Eine Sichtung des Asteroiden hatte es vorher schon am 20. Dezember 1976 unter der vorläufigen Bezeichnung 1976 YC7 am Krim-Observatorium in Nautschnyj gegeben.
Die Rotationsperiode von (13644) Lynnanderson wurde 2009 und 2019 von Brian D. Warner und 2015 von Adam Waszczak, Chan-Kao Chang, Eran Ofek et al. untersucht. Die Lichtkurven reichten jedoch nicht zu einer Bestimmung aus. Der mittlere Durchmesser des Asteroiden wurde grob mit 9,179 (± 2,418) km berechnet, die Albedo mit 0,091 (± 0,045).
Der Asteroid gehört zur Themis-Familie, einer Gruppe von Asteroiden, die nach (24) Themis benannt wurde. Die zeitlosen (nichtoskulierenden) Bahnelemente von (13644) Lynnanderson sind fast identisch mit denjenigen des kleineren Asteroiden (29522) 1977 YL15.
(13644) Lynnanderson wurde am 28. September 2015 nach der US-amerikanischen Country-Sängerin Lynn Anderson (1947–2015) benannt. In der Widmung wurde besonders ihr Welthit aus dem Jahre 1970 (I Never Promised You A) Rose Garden hervorgehoben.